# ウー・ベイビー・ベイビー
「ウー・ベイビー・ベイビー」（"Ooo Baby Baby"）はスモーキー・ロビンソンとピート・ムーアが作った楽曲。モータウンのタムラ・レーベルからのザ・ミラクルズによる1965年のクラシック・ヒットとなった。多年にわたってエラ・フィッツジェラルド、トッド・ラングレン、エスコーツ、ファイヴ・ステアステップス、リンダ・ロンシュタットなどといった様々なアーティストによるて数多くのカバーバージョンを生み出した。ミラクルズのオリジナルバージョンはローリング・ストーンの選ぶオールタイム・グレイテスト・ソング500で266位にランクされた。

## ミラクルズのオリジナルバージョン

### 背景
ロビンソンとミラクルズの同僚ピート・ムーアによって書かれ、ロビンソンがプロデュースした「ウー・ベイビー・ベイビー」はビルボード誌のR&Bシングル・チャートで4位のヒットとなり、Billboard Hot 100でも16位に到達した。
ゆっくりとした、後悔の念を歌った「ウー・ベイビー・ベイビー」ではミラクルズのリード・シンガー、スモーキー・ロビンソンをフィーチャーし、男が彼の恋人を騙したことを後悔し、彼の過ちを大目に見て許してくれるように頼んでいる。この曲の非常に感情的な雰囲気はミラクルズのメンバーで、曲の共作者であるピート・ムーアが編曲したミラクルズのタイトなバックグラウンド・ボーカルのハーモニーと、ファンク・ブラザーズの伴奏を強調する豊かなオーケストラの弦楽編曲によって支えられている。
2004年、ローリング・ストーン誌はこの曲のミラクルズのオリジナルバージョンをローリング・ストーンの選ぶオールタイム・グレイテスト・ソング500の266位に位置付けた。この曲はミラクルズの最もカバーされた楽曲の一つである。
2006年のモータウンのDVD The Miracles' Definitive Performances で、ピートは曲の創造について語っている：「スモーキーと私が書いた曲では、スモーキーとベリーは私にバックグラウンド・ボーカルを任せていた。そしてこのインペリアルズの大ヒット曲、 "I'm On The Outside (Looking In)" ……この曲を聴いた時、バックグラウンド（のハーモニー）が考えられていて、どう（構成）するのかをスモーキーのボーカルと同じような感じにしたかった。そこでボビー、ロニー、クローデットに電話をかけ、バックグラウンド（ボーカル）をやってみた。そんな曲を念頭に置いていたので……だから「ウー・ベイビー・ベイビー」でも同じような感じにしたかった。」

### 影響
ジョン・レノンはスモーキー・ロビンソンの大ファンだったので、「ウー・ベイビー・ベイビー」の中の "I'm Crying" の部分をビートルズの楽曲「アイ・アム・ザ・ウォルラス」に借用した。

### チャートでの成績
| チャート(1965年)                | 最高 順位 |
| ------------------------------- | --------- |
| 全米ビルボード・ホット100       | 16        |
| 全米ビルボードR&B               | 4         |
| 全米キャッシュボックストップ100 | 18        |

| チャート(1965年)          | 順位 |
| ------------------------- | ---- |
| 全米ビルボード・ホット100 | 93   |

## パーソネル

### ミラクルズ
- ウィリアム・”スモーキー”・ロビンソン – 作者、プロデューサー、リード・ボーカル
- ピート・ムーア（英語版） – 作者、ボーカル・アレンジ、バックグラウンド・ボーカル
- クローデット・ロジャース・ロビンソン（英語版） – バックグラウンド・ボーカル
- ロナルド・ホワイト（英語版） – バックグラウンド・ボーカル
- ボビー・ロジャース（英語版） – バックグラウンド・ボーカル
- マーヴ・タープリン（英語版） – ギター

### その他のクレジット
- デトロイト交響楽団 – 弦楽器
- ファンク・ブラザーズ（英語版） – 楽器演奏
- ジャック・アシュフォード（英語版） - ヴィブラフォン

## リンダ・ロンシュタットのバージョン

### 背景
1978年、リンダ・ロンシュタットは「ウー・ベイビー・ベイビー」のカバーバージョンを録音し、ダブル・プラチナ・アルバム『ミス・アメリカ』に収録した。
ロンシュタット版のシングルは1979年にアダルト・コンテンポラリー・チャートで2位に、ビルボード・ホット100チャートで7位に達し、R&Bとカントリーのチャートでもヒットした
。
このシングルはピーター・アッシャーがプロデュースし、アサイラム・レコードから発売された。
ロンシュタットがスモーキー・ロビンソンとともにモータウン・レコードの25周年を記念したと特別番組 Motown 25: Yesterday, Today, Forever で演奏した「トラックス・オブ・マイ・ティアーズ」と「ウー・ベイビー・ベイビー」の2曲は1983年5月16日に放送された。

### チャートでの成績
| チャート(1978–79年)                            | 最高 順位 |
| ---------------------------------------------- | --------- |
| カナダ RPM トップ・シングル                    | 6         |
| カナダ RPM アダルト・コンテンポラリー          | 26        |
| フランス                                       | 10        |
| アメリカ ビルボード ホット100                  | 7         |
| アメリカ ビルボード アダルト・コンテンポラリー | 2         |
| アメリカ ビルボード カントリー                 | 85        |
| アメリカ ビルボード ホット・ソウル・シングル   | 77        |
| アメリカ キャッシュボックス トップ100          | 7         |

| チャート(1978年)            | 順位 |
| --------------------------- | ---- |
| カナダ RPM トップ・シングル | 166  |

| チャート(1979年)              | 順位 |
| ----------------------------- | ---- |
| カナダ RPM トップ・シングル   | 69   |
| アメリカ ビルボード ホット100 | 77   |
| アメリカ キャッシュボックス   | 59   |

## その他のバージョン
- ファイヴ・ステアステップス（英語版） (1967年)
- エラ・フィッツジェラルド  (1969年)
- ザ・ファズ（英語版）：アルバム The Fuzz (1970年)
- San Francisco T.K.O.'s ： Herm b/w Oh Baby, Baby (1972年)
- ハニー・コーン（英語版）：アルバム Love, Peace & Soul で "O-O-O Baby Baby" として(1972年)
- トッド・ラングレン：アルバム『魔法使いは真実のスター』A Wizard, a True Star (1973年)
- ラルフィ・ペイガン（英語版）：アルバム  I Can See  (1975年)
- ゲイリー・バーツ：アルバム『ミュージック・イズ・マイ・サンクチュアリ(聖域)』Music Is My Sanctuary (1977年)
- シャラマー：アルバム Uptown Festival (1977年)
- アレサ・フランクリンとスモーキー・ロビンソンは1979年12月1日の『ソウル・トレイン』でこの曲を共演した[16]。
- シルヴェスター：アルバム Too Hot to Sleep (1981年)
- ザップ：アルバム Zapp Vibe (1989年)に収録し、シングルとしても発売
- ヒュー・マセケラ：アルバム Uptownship (1989年)
- レイ、グッドマン&ブラウン：アルバム Ray, Goodman & Brown Live (1992年)
- ジャネット・ケイ：アルバム For the Love of You (1994年)
- ローラ・ニーロ：アルバム『エンジェル・イン・ザ・ダーク』Angel in the Dark (2001年)に1994年ないし1995年録音の音源を収録
- 高橋洋子：アルバム『Living with joy』 (1996年)
- ラトーヤ・ロンドン（英語版） モータウン週間の『アメリカン・アイドル』で(2004年)
- Musiq：アルバム Luvanmusiq (2007年)のボーナストラックに収録
- ヒューマン・ネイチャー（英語版）：アルバム Get Ready (2007年) にスモーキー・ロビンソンを迎えて
- アヌープ・デサイ（英語版） モータウン週間の『アメリカン・アイドル』で(2009年)
- マリアンヌ・フェイスフルがアントニー・ヘガティを迎えてアルバム『イージー・カム・イージー・ゴー（英語版）』Easy Come, Easy Go (2009年) で
- シール：アルバム Soul 2 (2011年)
- ティーナ・マリー：死後にリリースされたアルバム Beautiful のボーナストラックとして(2013年)
- Erich Cawalla：アルバム Erich Cawalla-The Great American Songbook (2019年)